# Mixe
Mixe (Mije), indijanski narod porodice Mixe-Zoquean iz južnomeksičkih država Oaxaca, Veracruz, i Chiapas. Stari izvori opisuju ih kao divlje, ratoborne i odane kanibalizmu. Populacija svih Mixe-govornika (osoba starijih od 5 godina) iznosi 90,000 (1993 SIL).
Mixe vjeruju da je njihovo porijeklo iz Perua. U svojoj povijesti nisu nikada bili vojno osvojeni ni od Asteka, ni od Španjolaca, na što su veoma ponosni. 
Agrikultura (uzgoj kukuruza, graha i krumpira) je glavna ekonomska aktivnost, a ima ih dosta koji su trbuhom za truhom, otišli na rad u Los Angeles, gdje živi njihova velika zajednica.
Vjera je rimokatolička a očuvana su i stara plemenska vjerovanja. 
Jezik mixe ili ayook član je porodice Mixe-Zoque. Novija klasifikacija razlikuje više jezika kojima se služe Mixe skupine. Oluta i Sayula Popoluca govore dva posebna jezika. Istočni Mixe govori šest drugih jezika i zapadni Mixe dva jezika. Jezik Indijanaca Tapachultec iz Chiapasa je nestao.
Među Mixeima je misionar bio hrvatski salezijanac don Marin Mandić.